# Lindsaea japonica
Lindsaea japonica là một loài dương xỉ trong họ Lindsaeaceae. Loài này được Baker Diels mô tả khoa học đầu tiên năm 1899.